# Mindig magasabbra
1975-ben jelent meg az LGT negyedik albuma, a Mindig magasabbra. Ezen az lemezen már Karácsony János gitározik Barta Tamás helyett .

## Az album dalai
1. Intuitio molto furtivamente – 3:55
I. Andante grazioso (Presser Gábor)
II. Vivace kalapaccio (Laux József)
III. Allegro, allegro (Presser Gábor)
2. Szólj rám, ha hangosan énekelek (Presser Gábor – Adamis Anna) – 4:57
3. Arra mennék én (Presser Gábor) – 3:16
4. Mindig magasabbra (Presser Gábor – Laux József) – 3:50
5. És jött a doktor (Presser Gábor) – 4:26
6. Neked írom a dalt (Presser Gábor) – 5:16
7. Álomarcú lány (Somló Tamás – Adamis Anna) – 4:43
8. Nekem ne mondja senki (Somló Tamás – Adamis Anna) – 3:53
9. Egy elfelejtett szó (Presser Gábor – Adamis Anna) – 4:02
10. Ülök a járdán (Somló Tamás – Adamis Anna) – 3:47

## Közreműködők
- Karácsony János – ének, elektromos és akusztikus gitár
- Laux József – dob, ütőhangszerek
- Presser Gábor – ének, zongora, Fender zongora, csontzongora, orgona, clavinet
- Somló Tamás – ének, basszusgitár, altszaxofon, elektromos szaxofon, szájharmonika
- Adamis Anna – versek

### Produkció
- Kovács György – hangmérnök
- Radányi Endre – hangmérnök
- Fék György – hangtechnika
- Apró Attila – zenei rendező
- Alapfy András – fényképek
- Kemény György – grafika